# Frank Hofmann (Journalist)
Frank Hofmann (* 14. November 1962) ist ein deutscher Journalist und Sachbuchautor. Er ist seit 1. Januar 2023 Leiter des Referates für Kommunikation und Pressesprecher der Vereinigten Evangelisch-Lutherischen Kirche Deutschlands (VELKD) und war bis Anfang 2022 Chefredakteur des ökumenischen Vereins Andere Zeiten.

## Biographie
Nach dem Studium der Philosophie und Germanistik von 1981 bis 1986 an der Universität Düsseldorf promovierte er, gefördert von der Studienstiftung des deutschen Volkes, zum Dr. phil. Die Dissertation wurde 1988 mit dem Drupa-Preis ausgezeichnet.
Nach einem Volontariat bei der Verlagsgruppe Motor Presse Stuttgart von 1986 bis 1988 arbeitete er als Redakteur und Ressortleiter bei den Magazinen Motorrad, auto motor und sport und Stern. 1996 wurde er stellvertretender, 1999 Chefredakteur und Herausgeber der deutschen Ausgabe von Men’s Health. Zwischen 2001 und 2008 war er Chefredakteur des von ihm konzipierten Männer-Lifestyle-Magazins Best Life und von 2007 bis 2013 Chefredakteur der deutschen Ausgabe von Runner’s World. Zum 1. Januar 2014 wurde er Chefredakteur des ökumenischen Vereins Andere Zeiten. 2018 wurde er an der Philipps-Universität Marburg zum Dr. theol. promoviert. Seit Anfang 2023 unterstützt er als Referent für Kommunikation und Pressesprecher die Amtsbereichsleitung der VELKD. 2024 veröffentlichte er eine Historie der Hamburger Köhlbrandbrücke.
Hofmann ist verheiratet und hat ein Kind. In der Zeit seiner ersten Ehe veröffentlichte er unter dem Familiennamen Hofmann-Grüneberg.

## Veröffentlichungen
- Radikal-empiristische Wahrheitstheorie. Eine Studie über Otto Neurath, den Wiener Kreis und das Wahrheitsproblem. Hölder-Pichler-Tempsky, Wien 1988 (unter dem Namen Frank Hofmann-Grüneberg). ISBN 978-3-209-00772-8
- Generation Best Life. Für Männer, die alles wollen. Scherz, Frankfurt am Main 2007. ISBN 978-3-502-15092-3
- Marathon zu Gott. Ein spiritueller Trainingsplan. Gütersloher Verlagshaus, Gütersloh 2011. ISBN 978-3-579-06570-0
- Sören Kierkegaard: Wie der dänische Dichter das Christentum vor der Kirche retten wollte. Wichern, Berlin 2012. ISBN 978-3-889-81336-7
- Wie redet Gott mit uns? Der Begriff "Wort Gottes" bei Augustin, Martin Luther und Karl Barth. TVZ, Zürich 2019. ISBN 978-3-290-18264-9
- Weite, Wind und Wellen. St. Peter-Ording, Eiderstedt und Umgebung (zusammen mit Nicolle Hofmann). Ellert und Richter, Hamburg 2023. ISBN 978-3-831-90837-0
- Hamburgs Köhlbrandbrücke. Geschichte und Geschichten. Ellert und Richter, Hamburg 2024. ISBN 978-3-831-90843-1